# آيت شعيب (مستي)
آيت شعيب هي إحدى مشيخات المملكة المغربية، تتبع جغرافيا لإقليم سيدي إفني وإداريًا لمستي. يقدر عدد سكانها بـ 5885 نسمة حسب الإحصاء الرسمي للسكان والسكنى لسنة 2004.